# سفارت ترکیه در رم
سفارت ترکیه در رم (به ایتالیایی: Embassy of Turkey) یک سفارت در ایتالیا است که در رم واقع شده‌است.